# Porcsalmi András
Porcsalmi András (Porcsalma, 1617. – Kolozsvár, 1681. május 19.) református lelkész, tanár, iskolaigazgató, a magyar természettudományi oktatás egyik úttörője.

## Élete
Apja, Porcsalmi Sebestyén Porcsalmán volt református lelkész. Porcsalmi András először otthon, majd Csengeren kezdte tanulmányait, majd Szatmáron és 1637. július 15-től Gyulafehérváron tanult. Gyulafehérváron Johann Heinrich Alsted és Johann Heinrich Bisterfeld előadásait hallgatta; fennmaradtak az előadásokról készített kéziratos jegyzetei. Kéziratos kötetének belső borítólapjára a rovásírásos ábécét is feljegyezte. Külföldi tanulmányokat – Herepei János feltételezése szerint anyagi okok miatt – nem végzett, viszont folyamatosan képezte önmagát, és nagy könyvtárat gyűjtött. (Könyveinek jelentős részét a kolozsvári református kollégiumra hagyományozta.)
1640-től Hátszegen volt rektor, majd visszatért a gyulafehérvári református kollégiumba. 1642 tavaszától Kolozsváron volt iskolaigazgató. és ezt az állását megtartotta 1656 után is, amikor az iskolát kollégiumi rangra emelték. Hat éven át a felső tagozat egyedüli tanára volt, így minden tárgyat oktatnia kellett. Tanítványait az enciklopédikus ismeretek megszerzésére és a tapasztalati (reális) tudományok tanulmányozására  buzdította. Nagy hatással volt Apáczai Csere Jánosra, aki a gyulafehérvári kollégiumban mondott beköszöntő beszédében illetve a Magyar encyclopaedia bevezetőjében hálás szavakkal méltatta. Másik tanítványa, Bethlen Miklós „igen tudós és Jámbor, istenfélő” mesterként emlékezett rá Önéletírás-ában. Amikor a kollégiumi tanárok száma gyarapodott, Porcsalmi második illetve harmadik helyre szorult vissza a tanárok között, mert a külföldi akadémiákon tanult társai megelőzték. Apáczai Csere János halála után ismét rá maradt a felső tagozat összes tantárgyának tanítása, amelyhez lemásolta korábbi tanítványa, majd tanártársa kéziratait, így a Porcsalmi kéziratos másolatában maradt fenn Apáczai Philosophia naturalis című munkája.
1667-től Kolozsváron lelkészként szolgált, 1673 körül kolozskalotai esperessé választották. 1680-ban nyugalomba vonult, 1681-ben hunyt el 64 évesen. Temetési kártájához Sárpataki Nagy Mihály, Szathmárnémethi Mihály, Tolnai István, az elhunyt veje és tíz kollégiumi diák írt latin nyelvű emlékverset.

## Művei
- Ministerialis Prudentia, az az, Testek sátorának bomladozását, eleve megismérő Egyházi rendeket, s halgatójokat, pállya-futásokban eszességgel előmenni tanító és serkengető mesterség; melly Isten dicsőségére szenteltetett. És a Tiszteletes bóldog emlékezetű Kovasznai Peternek, Colosvári Reformat. Gyülekezetének serénnyen vigyazó őrállójának ... és az Erdélyi Orthodo. Ecclesiáknak dicséretes hírű nevű Püspökének, szomorú halála, és földben való tisztességes takaríttatása, alkalmatosságával, a Kolosv. Farkas utzai nagy Templomban az élő Szentek eleiben terjesztetett Portsalmi András által. A. D. 1673. die 25. Jul. Colosvaratt, 1674.
- Szomoru Halotti Pompa, melly Bocskai Istvánnak, az Felséges Romai Császár és Magyarország királlyának (édes Magyar Hazája s Nemzete lelki és testi szabadságáért való szenvedése s keserves számkivetése előtt) Tanátsának, Tekintetes Nemes Zemplény Vármegyének Fő Ispánnyának: Isten Anyaszentegyházának dajkájának és Isten dicsőségének, halálig hűséges oltalmazójának bujdosásában, Karácson havának 24. napján 1672. Kolosvárt bóldogul ki-mult, s meg-hidegedett Teste felett, ugyan Kolosvárt az Ház előtt és a Reformátusok Templomában siralmasan celebráltatott. 1673. Pünkösd havának 29. napján. Colosvaratt. (Többek beszédeivel együtt).
- Gyászversei a Kovásznai Péter erdélyi püspök halálára és temetésére (1673) és üdvözlő versei: Komáromi Csipkés György: Pápistaság Ujsága (1671), Zilahi János: Az Igaz Vallasnak Világos Tüköre (1б72) és Szathmárnémethi Mihály: Négy evangelisták szerint való dogmatica (1675) című munkákban jelentek meg.
- Levele Gillányi Gergely özvegyéhez, Apafi Anna asszonyhoz, Kolozsvár, 1679. jan. 3. (Erdélyi Prot. Közlöny 1879. 49. sz.).